# 高地大教堂
《高地大教堂》（英語：Highland Cathedral）是一首風笛樂曲，由德國人Ulrich Roever及Michael Korb於1982年為一於該國舉行的蘇格蘭高原勇士大會（Highland game）而撰寫.。
此曲為一首廣受歡迎的蘇格蘭高地風笛樂曲。雖然此曲並非源自蘇格蘭，但蘇格蘭境內有輿論認為應以此曲取代《蘇格蘭勇士》（Scotland the Brave）或《蘇格蘭之花》（Flower of Scotland），成為蘇格蘭正式國歌。近年此曲亦獲多番填上英语及蘇格蘭蓋爾語歌詞。

## 與英属香港的關係
在1997年香港主權移交前，《高地大教堂》為皇家香港警察之隊歌；在主權移交後的現在，香港警察樂隊仍經常於不同場合演奏此曲。
另外，在1997年6月30日主權移交前夕於港督府（今香港禮賓府）之告別儀式，總督旗降下後皇家香港警察樂隊隨即演奏《高地大教堂》，象徵英國結束在香港的管治。
《高地大教堂》亦是英属香港最後一任總督彭定康最愛的風笛樂曲，因而在其港督任期內多次演奏。

## 外部連結
- Highland Cathedral
- http://www.morgle.com/highlandcathedral.htm （页面存档备份，存于）
- http://www.highlandcathedral.com （页面存档备份，存于）
- https://web.archive.org/web/20120228235634/http://www.kingstownscottishpipeband.co.uk/pages/bob_small.htm